# Acacia acutata
Acacia acutata är en ärtväxtart som beskrevs av William Vincent Fitzgerald. Acacia acutata ingår i släktet akacior, och familjen ärtväxter. Inga underarter finns listade i Catalogue of Life.